# Meunasah Bakthu
Meunasah Bakthu is een bestuurslaag in het regentschap Aceh Besar van de provincie Atjeh, Indonesië. Meunasah Bakthu telt 179 inwoners (volkstelling 2010).